# Chisa Yokoyama
Pour les articles homonymes, voir Yokoyama.
Chisa Yokoyama (横山 智佐, Yokoyama Chisa) née le 20 décembre 1969 à Tōkyō, est une seiyū japonaise bien connu (comédienne voix) et chanteuse, et comédienne dans la troupe de l'anime de Sakura Taisen  . Elle est fondatrice et chef de sa compagnie de doublage appelé Banbina après avoir quitté Arts Vision. Quand elle a été une élève du secondaire, elle a été l'assistant de Jump Station broadcasting du Weekly Shonen Jump (1988-1996). Elle est surtout connue pour les rôles de Sasami Masaki Jurai (Tenchi Muyo!), Lucrezia Noin (Mobile Suit Gundam Wing) et Sakura Shinguji. (Sakura Wars) Elle est mariée avec Chaka (membre du groupe Tripolysm). 

## Doublage
- Lucia - Lunar 2: Eternal Blue Complete
- Sasami Masaki Jurai and Tsunami - Tenchi Muyo!
- Sakura Shinguji - Sakura Wars
- Ryoko Subaru - Nadesico
- Chiaki Enno - Zenki
- Lucrezia Noin - Gundam Wing
- Yuna - Galaxy Fraulein Yuna
- Ryukia - Kouryu Densetsu Villgust OVA
- Ferris - Black Magic M-66 (debut voice role)
- Genki - Monster Farm
- Noa Kaiba - Yu-Gi-Oh! Duel Monsters
- Maria Renard - Dracula X: Nocturne in the Moonlight
- Satomi Yajima - Variable Geo
- Chun-Li - Street Fighter II V
- Hinageshi - Yu Yu Hakusho: Poltergeist Report
- Misanagi - Rurouni Kenshin
- Crimson Scorpion - Steam Detectives
- Kobun - Rockman DASH series
- Mayor Amelia - Rockman DASH ~Hagane no Boukenshin~
- Hiromi Tengenji - Namco X Capcom
- Sarah - Cleopatra DC
- Milly - Tekkaman Blade
- Misty - Gulliver Boy
- Sana Kurata - Kodocha (OVA)
- Flute - Violinist of Hameln (Film version)
- Doruku - Wataru
- Blanca - Sugar Sugar Rune